# Ligne verte (Beyrouth)
Pour les articles homonymes, voir Ligne verte.
Ne doit pas être confondu avec Ligne bleue (Liban).

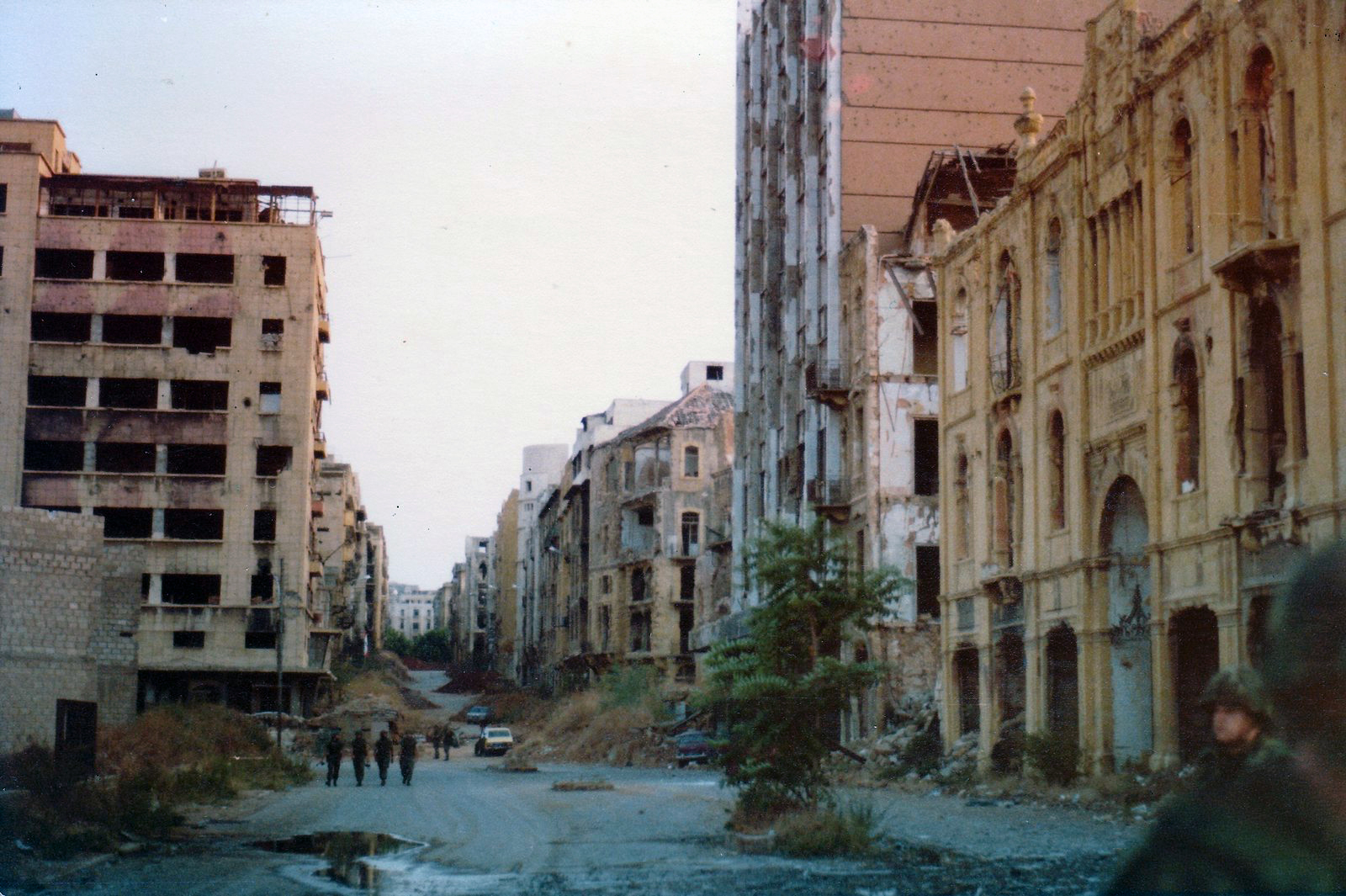
La ligne verte en 1982.

La Ligne verte ou ligne de démarcation ou ligne des combats (en arabe, « khoutout al-tamâs », littéralement lignes de contact), située à Beyrouth, la capitale du Liban, était une ligne sans tracé matériel ni officiel durant la guerre du Liban de 1975 à 1990, marquée par les affrontements violents qui s'y déroulaient. Traversant la ville du nord au sud, elle séparait les quartiers de Beyrouth-Ouest, à majorité musulmane, des quartiers de Beyrouth-Est, à majorité chrétienne. 

## Appellations
L'appellation « ligne verte » renvoie généralement à la ligne de division de la Palestine en 1949, que l’armée israélienne avait tracée en vert sur ses cartes. Dans le cas de Beyrouth, l'expression se réfère à la couleur de la végétation qui avait prospéré tout le long de la ligne, puisque la zone, dangereuse durant une longue période, était devenue inhabitée.
L'appellation « ligne de démarcation » renvoie à la séparation communautaire qui s'est opérée à la suite des combats. Les conflits armés entre factions chrétiennes et musulmanes dans cet espace ont eu pour effet de détruire la coexistence entre personnes de confessions différentes qui y vivaient. Eric Huybrechts, architecte-urbaniste, écrit à ce sujet : « la ligne fut un instrument des acteurs de la guerre qui l’ont fondée comme support de leurs exactions pour diviser la population ».
L'appellation « ligne des combats » renvoie aux affrontements entre milices qui s'y déroulaient et aux actions meurtrières des francs-tireurs postés sur les hauts immeubles le long de la ligne. Il fallait autrefois « traverser la ligne », ce qui n'est plus le cas depuis la fin de la guerre.

## Tracé géographique
La ligne part du centre-ville de Beyrouth, tout au nord, et descend sur quelques kilomètres. Elle passe par le Ring Fouad Chehab, pont qui surplombe le centre-ville ; le quartier Sodeco ; le Musée national de Beyrouth ; l’hippodrome de Beyrouth et le Bois des pins ; le rond-point de Tayouné ; l’église St-Michel de Chiyah.

## «Lieux échafaud» et lieux de mémoire
20 000 personnes ont été tuées sur les lignes de démarcation de Beyrouth en quinze ans de guerre, selon la chercheuse spécialiste de l'histoire libanaise Aïda Kanafani-Zahar. Pendant les périodes d'accalmie, les habitants circulaient sur ces lignes, qui étaient alors « ouvertes » (les milices n'y sévissaient pas). Les premiers signes de détérioration de la situation sécuritaire se manifestaient sur ces lignes qui  « fermaient brutalement » ; elles étaient le théâtre d'enlèvements, d'exécutions sommaires, de tirs de francs-tireurs.
Symbole de la guerre, la ligne verte est devenue aussi le lieu par excellence où des Libanais ont exprimé le refus de la guerre. Elle était le site de manifestations pour la paix, comme en novembre 1975 où plusieurs dizaines de milliers de citoyens s'y sont donné rendez-vous, les uns venant de Beyrouth Ouest, les autres de Beyrouth Est, pour dire non à la guerre. Aïda Kanafani-Zahar souligne le fait que les anciennes lignes de combats ont été réinvesties comme « lieux de résistance civile ». AInsi, à la suite du conflit libanais de 2008 qui a fait craindre une reprise de la guerre, une marche a été organisée sur la ligne verte pour rappeler le danger lié à des affrontements armés. L'association Offrejoie avait alors déclaré : « nous transformons ces lieux de séparation en ponts, en traits d'union ». La marche avait commencé au sud de Beyrouth, empruntant le carrefour de l'église Mar Mikhael-Chiyah ; le rond-point Tayyouné ; le secteur du Musée national de Beyrouth ; pour parvenir au nord, au centre-ville (place des Martyrs, place Riad el Solh).

## Destructions et reconstruction
La plupart des bâtiments sur la ligne furent sévèrement endommagés pendant la guerre, comme le musée national de Beyrouth. 
Depuis la fin des hostilités, beaucoup d'entre eux ont cependant été reconstruits.